# Le Juste (série télévisée)
 (janvier 2021).
Pour les articles homonymes, voir Le Juste.
Le Juste est une série télévisée française de Franck Appréderis en 5 épisodes, diffusée en 1996 sur TF1.
Claude Brasseur y tient le rôle principal, celui du personnage de Simon, ancien policier devenu prêtre, qui met toute son énergie a aider les jeunes défavorisés d'un quartier de Marseille,,,.

## Fiche technique
- Titre : Le Juste
- Réalisateur : Franck Appréderis
- Société de production : Protécréa
- Diffuseur :  TF1
- Producteur : Céline Sommier
- Producteur exécutif : Philippe Le Franc
- Directeur de production : Jacques Innocenti
- Tournage 1996 en Super 16mm couleur
- Compositeur : Jean Musy - Editions Une Musique
- Directeur de collection : Tito Topin

## Épisodes
1. Un homme debout
2. Les Enfants de l'amour
3. Sonate pour Juliette
4. En route vers la liberté
5. Le Quai du bonheur

## Interprétation

### Épisode 3:Sonate pour Juliette
| Interprète         | Rôle               | Interprète             | Rôle                |
| ------------------ | ------------------ | ---------------------- | ------------------- |
| Claude Brasseur    | Père Simon         | Jean Maurel            | Gaétan              |
| Tania Sourseva     | Fine               | Guillemette Rigal      | Sidonie             |
| Hafid Fedaouche    | Slim               | Edouard Laures         | Moreno              |
| Jean-Pierre Moulin | Père Jean          | Georges Neri           | Le Franc le Maire   |
| Margot Abascal     | Jeanne             | Michel Modo            | Innocenti l'adjoint |
| Alexandra Winisky  | Juliette           | Jean-Baptiste Chaudoul | Edmond              |
| Sébastien Chaudoul | Pedro              | Nicolas Pinero         | 1er gendarme        |
| Falid Fateh        | Moussa             | Thierry Ponthieux      | 2ème gendarme       |
| Nicolas Jacot      | Alex               | Robert Brunet          | Le curé             |
| Elodie Bruno       | Nadine             | Jean-Louis Blenet      | Le cafetier         |
| Julie Fouquet      | Lucie              | René Fernandez         | L'épicier           |
| Nicolas Randazzo   | Luc Innocenti      | Elisabeth Gavalda      | La femme mairie     |
| Hervé Vaysse       | "le Gros" Baptiste | Denise Boulet          | Femme église        |
| Jean Franval       | Eugène             | Mohamed Messaoudene    | Pitcha              |
| Sylvain Corthay    | Dr. Pertuis        |                        |                     |

### Épisode 4:En route vers la liberté
| Interprète          | Rôle       | Interprète          | Rôle               |
| ------------------- | ---------- | ------------------- | ------------------ |
| Claude Brasseur     | Père Simon | David Barris        | Manu               |
| Tania Sourseva      | Fine       | Alexandre Brasseur  | Lesquezec          |
| Hafid Fedaouche     | Slim       | Andonis Vouyoucas   | Lekini             |
| Jean-Pierre Moulin  | Père Jean  | José Carretas       | Résnikoff          |
| Bertrand Lacy       | Houdard    | Manuel Castro Silva | Docteur Matthieu   |
| Joël Mouries        | Mikis      | Jean Nehr           | Elbaz              |
| Mohamed Messaoudene | Pitcha     | Carlos Curto        | Officier de marine |
| Georges Bastareaud  | Touré      | Marie-Agnès Then    | Réception urgences |
| Alexandre Personne  | Zizou      | Didier Landucci     | Homme de main      |
| Patrick Floersheim  | Mehmed     | Vitor Norte         | Fred, le croupier  |
| Frédéric Quiring    | Milos      | Isabel Luzes        | Voisine Likini     |
| Hiam Abbass         | Marina     | Pedro Garcia        | Policier Likini    |
| Leonor Valera       | Jasmina    | Gonçalo Gil         | Thimi              |
| Diego Montes        | Alexandre  |                     |                    |

### Épisode 5:Le Quai du bonheur
| Interprète          | Rôle           | Interprète        | Rôle                     |
| ------------------- | -------------- | ----------------- | ------------------------ |
| Claude Brasseur     | Père Simon     | Michel Lopez      | Policier port            |
| Tania Sourseva      | Fine           | Flavio Ceni       | Marin italien            |
| Hafid Fedaouche     | Slim           | Bernard Garcia    | Policier bureau carbini  |
| Jean-Pierre Moulin  | Père Jean      | Francisco Baiao   | Homme confiserie         |
| Bertrand Lacy       | Houdard        | José Antonio      | Homme confiserie 2       |
| Joël Mouries        | Mikis          | Gonçalo Lucena    | Commerçant               |
| Mohamed Messaoudene | Pitcha         | Rosa Pereira      | Fleuriste                |
| Georges Bastareaud  | Touré          | José H. Carneiro  | Homme âgé                |
| Alexandre Personne  | Zizou          | Alice Aniel       | Marchande légumes église |
| Riton Liebman       | Mariotte       | Celita Villar     | Dame âgée église         |
| Ilse Petersen       | Golwen         | Gilda Albertoni   | Vendeuse poissons        |
| Roger Souza         | Sambourine     | Antonio Spinola   | Gorille1                 |
| Steve Suissa        | Nicola Carbini | Viriato Souza     | Gorille2                 |
| Cathy Bodet         | Malibou        | Adriano Joao      | Léon D.J.                |
| Delia Ferrah        | Maman Pitcha   | Marc Bossai       | Vigile                   |
| Simon Sportich      | Banquier       | Dominique Roubaud | Huissier                 |
| Christian Garde     | Intermédiaire  |                   |                          |

## Villes de tournage
Épisode 1
- Marseille

Épisode 3
- Sète
- Clermont-l'Hérault
- Octon
- Salasc
- Celles

Épisodes 4 et 5
- Marseille
- Lisbonne

## Synopsis

### Sonate pour Juliette
Comment savoir lorsque Simon regarde, au petit matin, le village abandonné, s'il imagine déjà la vie qui va y revenir ? C'est son but et c'est son rêve. Il est venu là, avec une bande de jeunes, ils ont fait le voyage depuis Marseille et s'attaquent à cette tâche, avec l'énergie de ceux qui veulent réussir. A Marseille, les "Sans Domicile", les déçus de la vie, ceux qui n'ont plus rien, attendent plein d'espoir. 
Simon le sait, et c'est pour ça qu'il va se battre.
Se battre contre la bêtise et la méchanceté. Se battre contre le racisme et la colère du village voisin qui ne voit pas d'un bon œil son arrivée avec des jeunes de toutes races, et qui ne veut surtout pas des autres plus tard. Alors on refuse l'aide, les subventions promises. On envoie la police après une bagarre entre les jeunes des deux clans dans un bal. On cherche par tous les moyens à mettre Simon à terre.
Fine vient le rejoindre accompagnée de Jeanne. Étrange jeune femme, violoniste, et qui dit étudier aux États Unis, s'intéresser au projet du Juste. Pourtant Simon se pose des questions sur sa présence, se doute de plus en plus qu'il y a une autre raison à sa venue, jusqu’au jour où il découvre une photo de lui jeune, dans l'étui à violon de Jeanne.....

### En route vers la liberté
Un cargo s'amarre à Marseille la nuit. Six albanais dont une jeune femme près du terme de sa grossesse et un enfant de six ans, en débarquent. Ils paraissent effrayés et cherchent désespérément un abri pour la nuit.
Au même moment, c'est dans une ambiance de fête que Simon et ses protégés dînent dans l'ancienne confiserie de sardines transformée en église de fortune. Les albanais aperçoivent la lumière et décident d'y demander un asile pour la nuit.
Simon les accueille de bon cœur et remarque presque aussitôt que l'enfant est malade. Il décide de l'emmener voir un de ses amis, médecin à l'hôpital.... Un seul diagnostique : il faut opérer ; l'enfant souffre d'une malformation cardiaque. Mais l'argent manque. Simon s'engage à le trouver.
Pendant cette quête, tous s'accordent rapidement à penser qu'il est de plus en plus risqué de continuer à abriter les albanais à la confiserie. Simon fait alors appel à son ami, le capitaine Résnikoff, pour les abriter dans le cargo abandonné qu'il occupe. Résnikoff accepte.....

### Le Quai du bonheur
Marseille. Dans son église, une ancienne confiserie de sardines, l'abbé Simon reçoit la visite du propriétaire des lieux. celui-ci annonce à Simon qu'il doit évacuer les lieux au plus vite : il a décidé de vendre la confiserie à un promoteur immobilier qui doit la transformer en parking pour les touristes des croisières Carbini. Simon s'oppose catégoriquement à ce qu'on démolisse son église qui aide les jeunes défavorisés du quartier.
c'est ce qu'essaie de faire comprendre Simon au jeune abbé Mariotte, dépêché sur place par l’Évêché pour négocier au mieux avec le propriétaire la résiliation du bail de l'église. mais Mariotte, gestionnaire implacable, est formel : l'église a besoin d'argent et veut aller au plus vite dans les négociations. Simon, désespéré, contacte alors son ami, le père Jean, qui connait personnellement l'évêque. Mais celui-ci confirme au père jean la triste nouvelle.
En se promenant sur le vieux port, Simon recueille une jeune hollandaise, qui vient d'arriver sur le sol français. Simon lui propose de l'héberger à la confiserie.....